# خانه رهبری
خانه رهبری مربوط به دوره پهلوی اول است و در ایرانشهر، خیابان ولایت، ولایت ۱۸، کوچه فرعی، بن‌بست منزل رهبری واقع شده و این اثر در تاریخ ۱ مرداد ۱۳۸۶ با شمارهٔ ثبت ۱۹۳۲۲ به‌عنوان یکی از آثار ملی ایران به ثبت رسیده است.